# Růžena Pochová-Kuncová
Růžena Pochová-Kuncová v matrice ještě Antonie (28. srpna 1892 Praha – 1978) byla česká pedagožka a překladatelka.

## Životopis
Rodiče Růženy Pochové-Kuncové byli Josef Kunc (1843–1894) revident finančního ředitelství a Růžena Kuncová-Kunešová (1859), svatba 5. 2. 1883. Měla tři sourozence: Lidmilu Kuncovou (24. 2. 1884), Otokara Kunce (1885–1905), Olgu Kuncovou (23. 4. 1889) učitelku. Jejím manželem byl Jaroslav Poch (1893–1958) překladatel, svatba 5. 2. 1918. Spolu měli dvě dcery: Růženu Seydlerovou-Pochovou (14. 9. 1918) herečku, překladatelku a Květu Pochovou.
Růžena vystudovala gymnázium Minerva a Filozofickou fakultu Univerzity Karlovy (doktorát získala roku 1918). Byla středoškolskou profesorkou, vyučovala francouzštinu a řečtinu. Překládala z francouzštiny klasickou prózu zprvu sama, později se svým manželem. Spolupracovala na Slovníku jazyka českého. V Praze XII bydlela na adrese Rubešova 23.

## Dílo

### Překlady
- Elisa – René Boylesve, 1923;[1]
- Drobeček – Alphonse Daudet[1]
- Manon Lescautová – Antoine Francois Prévost[1]
- Plukovník Chabert – Honoré de Balzac[1]
- Socialistické úvahy: alkoholismus – náboženství – umění. – Emile Vandervelde. Praha: Melantrich, 1905; 1923; 1931
- Bug-Jargal – Victor Hugo; s původními ilustracemi Stanislava Hudečka. Praha: Ústřední dělnické knihkupectví, nakladatelství a antikvariát, 1924
- Tři mušketýři: román – Alexandre Dumas; ilustroval Stanislav Hudeček. Praha: Ústřední dělnické knihkupectví a nakladatelstvím, 1925–1926; [přeložili Jaroslav a Růžena Pochovi, graficky upravil Jaroslav Šváb s použitím ilustrací Maurice Leloira]. Melantrich, 1951; 1956; [doslov Josef Kopal; výtvarně doprovodil Pavel Brom] 1968
- Tři mušketýři po dvaceti letech: román – Alexandre Dumas; ilustroval Stanislav Hudeček. Ústřední dělnické knihkupectví a nakladatelství, 1926; [přeložili J. a R. Pochovi; poznámky zpracoval Jaroslav Poch; ilustrace Eduard Zier]. Melantrich, 1951; [ilustroval Pavel Brom] Mladá fronta, 1972
- Tři mušketýři ještě po deseti letech: (Vikomt de Bragelonne): román – Alexandre Dumas; ilustroval Stanislav Hudeček. Praha: Ústřední dělnické knihkupectví a nakladatelství, 1926–1927; [přeložili a vysvětlivkami opatřili J. a R. Pochovi; ilustroval Eduard Zier]. Melantrich, 1951; [přeložili R. a J. Pochovi a Jitka Křesálková; výtvarný doprovod Pavel Brom] Mladá fronta, 1973
- Manželská smlouva – Honoré de Balzac; Praha: Melantrich, 1928
- Eugenie Grandetová; Venkovský lékař – Honoré de Balzac; [ilustroval Karel Hruška; přeložili J. a R. Pochovi]. Praha: Melantrich, 1929; Státní nakladatelství krásné literatury, hudby a umění [SNKLHU], 1953; [ilustroval Karel Hruška]. Lidové nakladatelství 1970
- Paměti lékařovy. Josef Balsamo – Alexander Dumas; ilustroval Emil Weiss. Praha: Rodinná knihovna, 1929
- Paměti lékařovy. Dobytí Bastilly – Alexander Dumas; ilustroval Oto Ušák. Praha: Rodinná knihovna, 1929
- Půda – Frédéric Lefèvre; přeložili J. a R. Pochovi; [dřevoryt a grafická úprava Cyrila Boudy]. Praha: Topičova edice, 1938; 1940
- Dějiny francouzské literatury od r. 1789 až po naše dny – Albert Thibaudet; [přeložili J. a R. Pochovi]. Praha: J. Svoboda, 1938
- Statečné srdce – Charles Vildrac; s 20 ilustracemi ... od Josefa Nováka. Praha: Družstevní práce, 1938
- Velikost a bída vojenského života – Alfred de Vigny; přeložili J. a R. Pochovi; ilustroval Miloš Antonovič. Praha: Naše vojsko, 1946
- Germinal: rašení – Émile Zola; přeložili a vysvětlivkami opatřili J. a R. Pochovi; předmluvu napsal J. O. Fischer; ilustroval Frans Masereel. Praha: Práce, 1949; 1905
- Příběh o velikosti a pádu Césara Birotteaua voňavkáře, náměstka starosty 2. okresu pařížského, rytíře Čestné legie atd. – Honoré de Balzac; přeložili J. a R. Pochovi; ilustroval Fr. Ketzek. Praha: Práce, 1950; předmluva Jaroslav Bouček, 1951
- Jižní Afrika, země neznámá – Andrée Viollis; přeložili J. a R. Pochovi; předmluvu a závěr napsal Karel Marek. Praha: Práce, 1950
- Carmen – Prosper Mérimée; [přeložili J. a R. Pochovi; předmluvu Prosper Mérimée a jeho novely napsal A. A. Smirnov]. Praha: Svoboda, 1954
- Venkované – Honoré de Balzac; [přeložili J. a R. Pochovi]. Praha: Československý spisovatel, 1952
- Čtení o Ulenspiegelovi, o jeho rekovných, veselých a slavných příhodách a o Lammovi Goedzakovi ...: výbor z díla ve dvou svazcích – Charles de Coster; [přeložili J. a R. Pochovi; doslov Theuna de Vries přeložen z němčiny]. Praha: SNKLHU, 1953
- Listy z mého mlýna – Alphonse Daudet; [přeložili J. a R. Pochovi; předmluvu napsal Vladimír Brett]. Praha: SNKLHU, 1954
- Zabiják – Emil Zola; přeložili J. a R. Pochovi. Praha: SNKLHU, 1956; 1958
- Můj strýček Julius a jiné povídky – Guy de Maupassant; přeložili J. a R. Pochovi. Praha: Státní nakladatelství dětské knihy [SNDK], 1958
- Na vlastní pěst – Charles Vildrac; [přeložili J. a R. Pochovi]. Praha: SNDK, 1958
- Vandrovní tovaryš: román – George Sand; doslov napsal Josef Kopal; přeložili J. a R. Pochovi; vysvětlivkami opatřila Alena Hartmanová. Praha: SNKLHU, 1959